# Rob Friend
Robert Douglas Friend (Rosetown, Saskatchewan, 23 de enero de 1981) es un exfutbolista canadiense que jugaba como delantero y actualmente se encuentra retirado.

## Trayectoria

### Primeros años
Cuando era adolescente, probó muchos deportes al más alto nivel, como voleibol, tenis, hockey y rugby. A los 17 años, Friend decidió concentrarse en el fútbol. A veces desea haberse concentrado en el fútbol desde más joven, e indica que el aún continúa en desarrollo. "Otros alcanzan un cierto nivel a una edad temprana, pero en mi caso, aún siento que estoy en desarrollo", dice. "Por eso es que a menudo me pongo a trabajar un poco más después de la práctica. Las cosas que me perdí cuando era joven, cosas que me ayudan a mejorar. Desde que me decidí por el fútbol, me he vuelto cada vez mejor y siempre trabajo más duro para seguir mejorando".
Friend jugó al fútbol en la Universidad de California en Santa Bárbara. En su último año en el equipo de la UCSB, Friend anotados en 12 partidos consecutivos, la cual es la cuarta cifra más alta en la historia de la NCAA.

### Noruega
Después de graduarse, Friend fue seleccionado en la cuarta ronda (35 en la general) del SuperDraft de la MLS de 2003 por el Chicago Fire. No obstante, en lugar de jugar para el Chicago, decidió partir hacia Noruega para empezar su carrera profesional. Junto con su compatriota Patrice Bernier, fue fichado por el Moss FK. A mediados de 2004, fue fichado por el Molde FK, donde permaneció por dos temporadas.

### Países Bajos
Antes de que su contrato con el Molde FK expirase y luego de que ayudase al club a ganar la Copa de Noruega, fue transferido al SC Heerenveen de la Eredivisie los Países Bajos, firmando un contrato por cuatro años.
Después de jugar 19 partidos y anotar cinco goles con el Heerenveen, fue cedido al Heracles Almelo a la conclusión de la temporada 2006-07. El 3 de febrero de 2007, Friend jugó su primer partido en la Eredivisie con el Heracles contra el Willem II Tilburg. Él ayudó al equipo a mantenerse en la primera división al anotar tres goles en 12 partidos. A pesar de sus buenas actuaciones, el Heerenveen no lo consideró esencial para la siguiente temporada y lo vendió al Borussia Mönchengladbach.

### Alemania
Durante la temporada 2007-08, Friend anotó 18 goles en 33 partidos, convirtiéndose en el máximo goleador de Borussia Mönchengladbach y el segundo máximo goleador de la 2. Bundesliga. Su equipo terminó en primer lugar, obteniendo así el ascenso a la Bundesliga.
El 17 de agosto de 2008, Friend anotó en su primer partido en la Bundesliga, jugando contra el VfB Stuttgart. Después de tres años en el Mönchengladbach, incluyendo dos en la primera división, Friend dejó el club y fue comprado por el recién relegado Hertha BSC por € 1,8 millones.
Friend hizo su debut y anotó su primer gol con su nuevo club el 14 de agosto de 2010, en un partido por la DFB-Pokal contra el SC Pfullendorf, el cual el Hertha terminaría ganando 2-0. Seis días más tarde hizo su debut en la liga en la victoria por 3-2 sobre el Rot-Weiß Oberhausen. El 12 de septiembre, Friend fue nombrado el jugador del partido tras anotar 2 goles en una victoria en casa 3-1 sobre el Arminia Bielefeld en el Estadio Olímpico de Berlín. Friend terminó su primera temporada con el Hertha con 6 goles en 27 partidos en la 2. Bundesliga y la DFB Pokal. Ayudó al Hertha a ganar la 2. Bundesliga, obteniendo así la promoción automática al fútbol de la primera división en Alemania. En el último día de la temporada de transferencias del 2011, Friend regresó a la segunda división, uniéndose al recientemente relegado Eintracht Frankfurt.

## Selección canadiense

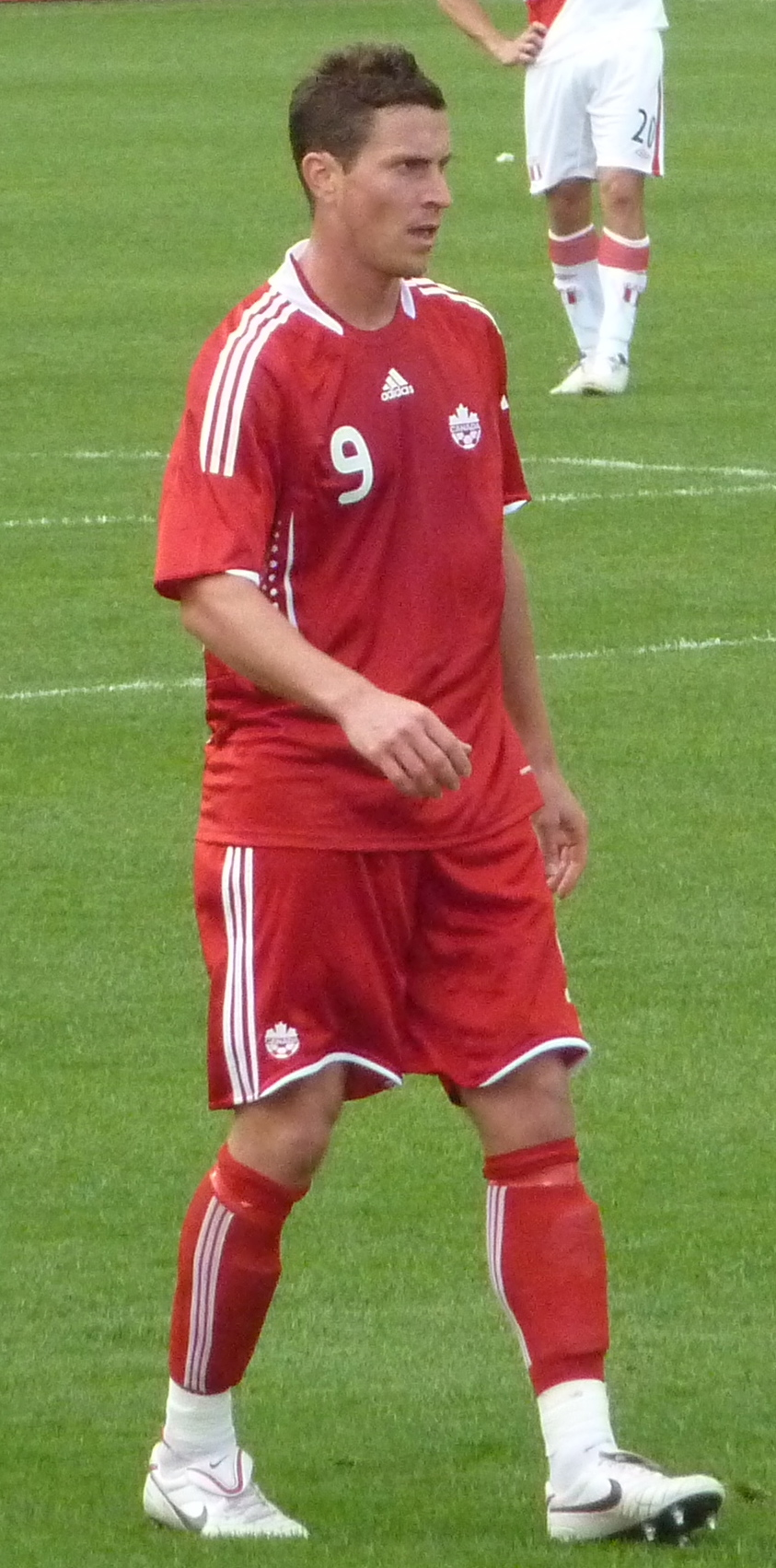
Friend en un amistoso contra en 2011.

Friend ha sido internacional con Canadá a nivel sub-20, sub-23, y con la selección absoluta. Fue parte de las representaciones canadienses que jugaron en el Copa Mundial de Fútbol Juvenil de 2001, así como el torneo Preolímpico de la Concacaf del 2000.
Friend hizo su debut con la selección absoluta el 18 de enero de 2003 en un amistoso contra Estados Unidos. Desde entonces, ha sido llamado en forma regular al equipo y participado en varios partidos clasificatorios a la Copa del Mundo.

### Goles con la selección nacional
| #  | Fecha                   | Lugar                                               | Oponente | Gol   | Resultado | Competición |
| -- | ----------------------- | --------------------------------------------------- | -------- | ----- | --------- | ----------- |
| 1. | 4 de septiembre de 2006 | Complexe sportif Claude-Robillard, Montreal, Canadá | Jamaica  | 1 – 0 | 1 – 0     | Amistoso    |
| 2. | 31 de mayo de 2008      | Qwest Field, Seattle, EE. UU.                       | Brasil   | 1 – 1 | 2 – 3     | Amistoso    |

## Palmarés

### Campeonatos nacionales
| Título          | Club                     | País           | Año     |
| --------------- | ------------------------ | -------------- | ------- |
| Copa de Noruega | Molde FK                 | Noruega        | 2005    |
| 2. Bundesliga   | Borussia Mönchengladbach | Alemania       | 2007-08 |
| 2. Bundesliga   | Hertha de Berlín         | Alemania       | 2010-11 |
| Copa MLS        | Los Angeles Galaxy       | Estados Unidos | 2014    |